# إدغار إي. ويت
إدغار إي. ويت هو محامي وسياسي أمريكي، ولد في 28 يناير 1876 في مقاطعة بل في الولايات المتحدة، وتوفي في 11 يوليو 1965 في أوستن في الولايات المتحدة. نشط حزبياً في الحزب الديمقراطي. وقد انتخب عضو مجلس ولاية تكساس ‏.